# 特胡特佩克
特胡特佩克（西班牙語：Tejutepeque），是薩爾瓦多的城鎮，位於該國東北部，由卡瓦尼亞斯省負責管轄，面積50.52平方公里，海拔高度694米，2013年人口7,968，人口密度每平方公里157.72人。
13°51′N 88°54′W / 13.850°N 88.900°W